# Einbettung (Mathematik)
In verschiedenen Teilgebieten der Mathematik versteht man unter einer Einbettung eine Abbildung, die es ermöglicht, ein Objekt als Teil eines anderen aufzufassen.
Häufig ist damit lediglich eine injektive Abbildung (im Fall „flacher“, d. h. unstrukturierter Mengen) oder ein Monomorphismus (strukturtreue injektive Abbildung, im Fall mathematischer Strukturen) gemeint. 
Ein Sonderfall ist die kanonische Einbettung (Inklusion) einer Untermenge oder Unterstruktur in eine sie enthaltende Menge bzw. Struktur. Ein Beispiel ist die kanonische Einbettung der reellen Zahlen in die komplexen Zahlen.
Darüber hinaus gibt es in einigen Gebieten speziellere Einbettungsbegriffe.

## Topologie
In der Topologie bezeichnet man eine Abbildung {\displaystyle f} zwischen zwei topologischen Räumen {\displaystyle X} und {\displaystyle Y} als Einbettung von {\displaystyle X} in {\displaystyle Y}, wenn {\displaystyle f} ein Homöomorphismus von {\displaystyle X} auf den Unterraum {\displaystyle f(X)} seines Bildes ist (in der Teilraumtopologie).
Es sind die folgenden Aussagen äquivalent:
- die Abbildung {\displaystyle f\colon X\rightarrow Y} ist eine Einbettung.
- {\displaystyle f} ist injektiv, stetig und als Abbildung nach {\displaystyle f(X)} offen, d. h., für jede offene Menge {\displaystyle O} von {\displaystyle X} ist das Bild {\displaystyle f(O)} wieder offen in {\displaystyle f(X)}.
- {\displaystyle f} ist injektiv und stetig, und für alle topologischen Räume {\displaystyle T} und alle stetigen Abbildungen {\displaystyle t\colon T\rightarrow Y}, welche über {\displaystyle X} faktorisieren (d. h., es gibt eine Abbildung {\displaystyle t_{0}\colon T\rightarrow X} mit {\displaystyle t=f\circ t_{0}} ), ist die induzierte Abbildung {\displaystyle t_{0}\ } stetig.
- {\displaystyle f} ist ein extremer Monomorphismus, d. h. {\displaystyle f} ist injektiv für jede Faktorisierung in einen Epimorphismus (d. h. eine surjektive stetige Abbildung) {\displaystyle e} und eine stetige Abbildung {\displaystyle g}, {\displaystyle f=g\circ e}, ist {\displaystyle e} nicht nur ein Bimorphismus (d. h. bijektiv) wie für beliebiges injektives {\displaystyle f}, sondern sogar ein Homöomorphismus.
- {\displaystyle f} ist ein regulärer Monomorphismus.[1]

Im Allgemeinen ist eine Einbettung {\displaystyle f\colon X\rightarrow Y} nicht offen, d. h., für {\displaystyle U\subset X} offen muss {\displaystyle f(U)} nicht offen in {\displaystyle Y} sein, wie das Beispiel der üblichen Einbettung {\displaystyle f\colon \mathbb {R} \to \mathbb {C} } zeigt. Eine Einbettung {\displaystyle f} ist genau dann offen, wenn das Bild {\displaystyle f(X)} in {\displaystyle Y} offen ist.
Man nennt eine Einbettung dicht, wenn das Bild der Einbettung ein dichter Unterraum ist.

## Differentialtopologie
Unter einer glatten Einbettung versteht man eine topologische Einbettung einer differenzierbaren Mannigfaltigkeit {\displaystyle X} in eine differenzierbare Mannigfaltigkeit {\displaystyle Y}, die zudem noch eine Immersion ist.

## Differentialgeometrie
Unter einer isometrischen Einbettung einer Riemannschen Mannigfaltigkeit {\displaystyle (X,g_{1})} in eine Riemannsche Mannigfaltigkeit {\displaystyle (Y,g_{2})} versteht man eine glatte Einbettung {\displaystyle f} von {\displaystyle X} in {\displaystyle Y}, so dass für alle Tangentialvektoren {\displaystyle v,w} in {\displaystyle T_{x}X} die Gleichung {\displaystyle g_{2}(Df(v),Df(w))=g_{1}(v,w)} gilt.
Eine isometrische Einbettung erhält die Längen von Kurven, sie muss aber nicht unbedingt die Abstände zwischen Punkten erhalten. Als Beispiel betrachte man den {\displaystyle \mathbb {R} ^{n}} mit der euklidischen Metrik und die Einheitssphäre {\displaystyle S^{n-1}\subset \mathbb {R} ^{n}} mit der induzierten Metrik. Nach Definition der induzierten Metrik ist die Inklusion {\displaystyle S^{n-1}\rightarrow \mathbb {R} ^{n}} eine isometrische Einbettung. Sie ist aber nicht abstände-erhaltend: zum Beispiel ist der Abstand zwischen Nord- und Südpol (d. h. die Länge einer kürzesten Verbindungskurve) auf der {\displaystyle S^{n-1}} gleich {\displaystyle \pi }, während ihr Abstand im {\displaystyle \mathbb {R} ^{n}} gleich {\displaystyle 2} ist.

## Körpertheorie
In der Körpertheorie ist jeder nichttriviale Ringhomomorphismus {\displaystyle E\to F} bereits eine Körpereinbettung, also ein Monomorphismus.
Ein Zahlkörper {\displaystyle K\subset \mathbb {C} } kann verschiedene Einbettungen {\displaystyle K\subset \mathbb {C} } haben. Eine Einbettung heißt reelle Einbettung, wenn ihr Bild in {\displaystyle \mathbb {R} } liegt, und komplexe Einbettung sonst. Zum Beispiel hat {\displaystyle \mathbb {Q} ({\sqrt[{3}]{2}})} eine reelle und zwei komplexe Einbettungen. (Die komplexen Einbettungen bilden {\displaystyle {\sqrt[{3}]{2}}} auf die anderen Nullstellen von {\displaystyle x^{3}-2} ab.) Zu jeder komplexen Einbettung liefert das komplex-konjugierte eine andere komplexe Einbettung, weshalb die Anzahl der komplexen Einbettungen stets gerade ist. Es gilt {\displaystyle \left[K:\mathbb {Q} \right]=r_{1}+2r_{2}}, wobei {\displaystyle r_{1}} die Anzahl der reellen und {\displaystyle 2r_{2}} die Anzahl der komplexen Einbettungen bezeichnet.